# Tamopsis brisbanensis
Tamopsis brisbanensis là một loài nhện trong họ Hersiliidae. T. brisbanensis được miêu tả năm 1987 bởi Martin Baehr & Barbara Baehr.